# Ansambel Bojana Kudra
Ansambel Bojana Kudra je narodnozabavni ansambel iz Trbovelj, ki deluje od leta 2000.

## Zasedba
Ustanovni člani zasedbe so bili:
- Bojan Kuder - vodja ansambla, harmonikar, vokalist;
- Štefan Štrovs - kitarist, vokalist;
- Franci Kreže - bas kitarist, klaviaturist;
- Irena Kreže - vokalistka

Pozneje je Štrovsa nadomestil nov kitarist Andrej Zupančič. V tej zasedbi delujejo še danes.

## Delovanje
Ansambel je ustanovil Bojan Kuder iz Trbovelj. Ansambel so ustanovili leta 2000, od takrat do danes se je zasedba le malenkostno spremenila. Vsi člani ansambla se z glasbo ukvarjajo ljubiteljsko. Igrajo na raznih obletnicah, porokah, veselicah, koncertih. Izvajajo zabavno in narodnozabavno glasbo.
Leta 2009 so posneli videospot za eno svojih najbolj poznanih pesmi z naslovom Zavist.
Leta 2015 so igrali na sprejemu domačega finalista šova Kmetija: Nov začetek Franca Vozla - Tockija v Čečah. Posvetili so mu tudi pesem z naslovom Naš Franc - Tocki.

## Diskografija
Leta 2005 je Ansambel Bojana Kudra v samozaložbi izdal svojo edino kaseto in zgoščenko z naslovom Vabilo na ples.

## Največje uspešnice
Ansambel Bojana Kudra je najbolj poznan po naslednjih skladbah:
- Naš Franc - Tocki
- Zavist